# Асад ад-Дин Ширкух I ибн Шади
аль-Малик аль-Мансур Асад ад-Дин Абу-л-Харис Ширкух ибн Шади (курд. ئەسەد الدین شێرکۆ; араб. أسد الدين شيركوه بن شاذي‎; ум. 1169, Египет), также Ше́рко — курдский военачальник (исфахсаллар) и визирь дамаскского атабека Hyp ад-дина Махмуда ибн Занги (1146—1174), амир Хомса (1154—1169), великий визирь Египта (1169—1169). Брат основателя династии Айюбидов Наджм ад-Дина Айюба ибн Шади и дядя султана Салах ад-Дина. Имя Шир-кух с курдского можно перевести как «Горный лев».

## Особенности внешности и характера
Ширкуха описывают как человека низкого роста, кривого на один глаз и страдающего ожирением. Цвет его лица всегда был багровым от пристрастия к выпивке и обжорству. В гневе Ширкух терял над собой контроль, орал как ненормальный и мог даже убить того, кто вывел его из себя. При всём при этом он пользовался неподдельным уважением и обожанием своих солдат, т.к. постоянно жил среди них, делил с ними стол и терпел их насмешки. В многочисленных сражениях в Сирии Ширкух показал себя как военачальник с огромной физической энергией.

## Происхождение и ранние годы жизни
Отец Ширкуха, Шади, происходил из курдского племени Равадия (или Хазбани), обитавшего вблизи армянского города Двина, где родились Ширкух и его брат Айюб. В дальнейшем Шади и его сыновья переселились в курдский город Эрбиль в Ираке. После Эрбиля семейство Ширкух вместе с отцом и братом отправились в Багдад на службу при дворе сельджукского шаханшаха Масуда (1133—1152). Шади был назначен губернатором Тикрита на реке Тигр, однако уже в 1138 году Ширкух в одной из стычек убил знатного сельджука и братьям пришлось бежать из Тикрита. По утверждению самого Ширкуха, ему пришлось убить этого человека, чтобы отомстить за поруганную честь женщины. Ширкух и Айюб отправились в Мосул ко двору атабека Имад ад-дина Занги, где были радушно приняты и определены на службу.

## На службе у Зангидов
В 1146 году Асад ад-Дин Ширкух вместе со своим новым господином атабеком Hyp ад-дином Махмудом Занги прибыл в Халеб, который Нур ад-Дин унаследовал после смерти отца. Здесь им сразу же пришлось включиться в борьбу с крестоносцами, возглавляемыми графом Эдессы Жосленом II де Куртене и князем Антиохии Раймундом де Пуатье. В июне 1149 года Ширкух одержал крупную победу, полностью уничтожив армию Раймунда де Пуатье, которого собственноручно убил в бою. Отрубленную голову Раймунда Асад ад-Дин Ширкух вручил своему господину атабеку Нур ад-Дину Занги.
В 1151—1152 годах Ширкух и его брат участвовали в осаде атабеком Hyp ад-дином Махмудом Дамаска и от его имени заключили соглашение с амиром города о переходе под того под сюзеренитет Нур ад-Дина. В 50-х годах Ширкух имел уже титулы амира Хомса и исфахсаллара. В конце марта—начале апреля 1154 году Ширкух во главе отряда в тысячу всадников подступил к Дамаску в качестве посланника атабека Нур ад-Дина и разбил лагерь у Аль-Касаба в Мардже. Это встревожило амира Дамаска Муджир аль-Дина, который не прибыл в лагерь Ширкуха, а заперся в городе. 18 апреля прибыл атабек Нур ад-Дин с основными силами и вскоре Дамаск был взят и перешёл под власть Нур ад-Дина Занги.
В мае 1157 года Ширкух одержал значительную победу над крестоносцами между Тороном и Баниясом. В октябре того же года тяжело больной Нур ад-Дин Махмуд назначил амира Асад ад-Дина Ширкуха губернатором Дамаска. В 1158 году Ширкух совершил победоносный рейд в окрестности Сидона, захватив большую добычу и множество пленных, а в 1159 году возглавил войска против брата атабека Hyp ад-дина Нусрат ад-Дина Амир Мирана, вознамерившегося сменить Hyp ад-дина на престоле.

## Завоевание Египта
Ширкух был горячим сторонником подчинения Египта, в том числе, в целях предотвращения его захвата крестоносцами, и последовательно убеждал в этой необходимости атабека Hyp ад-дина Махмуда ибн Занги. С 1164 по 1169 годы Асад ад-дином Ширкух трижды возглавлял войска Нур ад-Динина Махмуда, направленные на завоевание Египта. Египетская кампания позволила Ширкуху наилучшим образом проявить свои замечательные стратегические способности.

### Первый поход. Предательство Шавара
Начало похода войск Ширкуха на Каир в апреле 1164 года сопровождалось отвлекающим манёвром армии Нур ад-Дина. Для того чтобы увести войска короля Иерусалима Амори I на север Палестины, Нур ад-Дин предпринял яростное наступление на Банияс. В это время Ширкух в сопровождении бывшего египетского везира Шавара и примерно 2000 всадников направился вдоль восточного берега реки Иордан на восток вплоть до южного побережья Мёртвого моря, где повернул на запад, форсировал реку и быстро двинулся к Синаю. Там он удалился от побережья, чтобы его не обнаружили и 24 апреля захватил Бильбейс — восточный порт Египта. Уже 1 мая 1164 года Ширкух разбил лагерь близ Каира. Везир Египта Дирхам, застигнутый врасплох, не смог организовать оборону, был убит при попытке бегства, а его тело бросили уличным собакам. Фатимидский халиф-подросток аль-Адид официально восстановил Шавара в должности великого везира Египта.
Однако едва Шавар вернулся к власти, как сразу же потребовал, чтобы Ширкух со своими войсками немедленно покинул Египет. Обещания признать сюзеренитет Hyp ад-дина Махмуда Занги и выплачивать ему ежегодно треть доходов госказны были Шаваром «забыты». Пришедший в ярость Ширкух заявил Шавару, что не двинется с места. В ответ на это Шавар обратился за помощью к королю Амори I Иерусалимскому, который не заставил себя долго ждать и в июле 1164 года армия крестоносцев подступила к Синаю. Ширкух занял оборону в Бильбейсе, где вскоре оказался окружённым войсками Шавара и Амори. Ширкух отбивался несколько недель, но положение его оказалось безвыходным. Желая помочь Ширкуху, атабек Нур ад-Дин созвал мусульманских амиров в священный поход против крестоносцев, результатом которого стала грандиозная победа мусульман при Хариме 12 августа 1164 года. Ширкуху были тайно доставлены знамёна и белокурые шевелюры некоторых убитых крестоносцев, которые Ширкух вывесил на стенах Бильбейса на показ осаждающим. Известие о победе у Харима заставила крестоносцев вернуться в Палестину. Король Амори I и Ширкух договорились одновременно покинуть Египет. В октябре 1164 года войска крестоносцев вернулись в Палестину, а Ширкух возвратился в Дамаск, где сразу же принялся убеждать Hyp ад-дина Занги в необходимости нового похода на Каир.

### Второй поход. Взятие Александрии

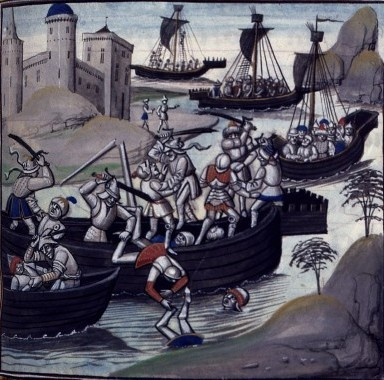
Осада Александрии крестоносцами

Атабек Нур ад-Дин согласился на новый поход в Египет когда узнал, что Шавар заключил с Амори I договор о взаимопомощи. Король Иерусалима и Ширкух во главе своих войск прибыли в Египет в начале января 1167 года почти одновременно, каждый по своему привычному маршруту. Однако на этот раз Ширкух обогнул Каир с юга, на небольших баржах переправился через Нил, и затем преспокойно направился на север. Шавар и Амори I, ждавшие сирийцев с востока, с удивлением обнаружили войска Ширкуха на западе, в районе пирамид Гизы, отделённые от них Нилом. В этой ситуации между Амори I, не без оснований не доверявшим Шавару, и фатимидским халифом аль-Адидом был заключён официальный союз. После заключения этого союза, союзников решили переправиться через Нил для атаки войск Ширкуха, которые теперь двинулись на юг. Король Амори во главе своих войск погнался на ними. Ширкух, делая вид, что отступает, увёл за собой войска крестоносцев на расстояние более чем недельного марша от Каира, затем остановиться и 18—19 марта 1167 года дал королю сражение у местечка Эль-Бабин. Командование центром Ширкух поручил своему племяннику Салах ад-Дину и велел ему отступить, когда крестоносцы начнут атаку. Этот манёвр, исполненный Салах ад-Дином, позволил войскам Ширкуха окружить армию Амори с флангов и одержать победу. Амори удалось бежать в Каир, а Ширкух вскоре без труда овладел Александрией, где был встречен населением как освободитель. Шавар и Амори направились осаждать Александрию. Вскоре они блокировали город с суши и с моря. Ширкух оставил командование городом Салах ад-Дину, а сам во главе нескольких сотен всадников совершил ночную вылазку, преодолел вражеские укрепления и быстро направился Верхний Египет. В Верхнем Египте Ширкух осадил Кус (июнь 1167 года) и организовал крестьянское восстание против Шавара и, собрав войско из вооружённых крестьян, подступил к Каиру. Дальнейшие переговоры между Амори и Ширкухом привели к соглашению, по которому осада Александрии была снята и в августе 1167 года войска Амори и Ширкуха вновь одновременно покинули Египет.

### Третий поход. Великий везир Египта
Я начал с того, что сопровождал моего дядю. Он завоевал Египет и потом умер. И тогда Аллах дал мне в руки власть, которую я совсем не ожидал.
В течение следующего года в Египте росло недовольство условиями каирско-иерусалимского союза. В окружении халифа стали даже поговаривать, что союз с Зангидами был бы меньшим злом. За спиной Шавара начался обмен посланиями между Каиром и Халебом. В этой ситуации в октябре 1168 года Амори I двинул свои войска на завоевание Египта. Захватив Бильбейс, крестоносцы устроили жуткую резню, без всякого повода истребив всё население города, не взирая на возраст, пол и вероисповедание. После этого иерусалимские войска двинулись на Каир. По приближении захватчиков, Шавар приказал поджечь старый Каир, а жителей переселить в новую часть города. Халиф аль-Адид послал Нур ад-Дину Занги письмо с призывом о помощи. Ширкух в сопровождении Салах ад-Дина выступил в новый египетский поход. Узнав об этом, Амори повернул назад в Палестину. В начале января 1169 года Ширкух прибыл в Каир, где был радостно встречен населением и фатимидской знатью. Ширкух сразу же явился к халифу аль-Адиду, который принял его с великими почестями. 18 января Шавар был взят Салах ад-Дином под стражу, затем Салах ад-Дин собственноручно убил его с письменного одобрения халифа, которому была отправлена отрубленная голова Шавара.
Халиф Аль-Адид назначил новым великим везиром Египта Ширкуха. Ему был пожалован пышный титул аль-Малик аль-Мансур Амир аль-Диуюш (Владыка победитель, командующий армией). Став везиром, Ширкух начал раздавать земельные наделы и провинции своим воинам и соратникам за верную службу. Его армия состояла из более чем 2000 всадников Нур-ад-дина, 6 000 наемных туркменских кавалеристов, 500 тюркских мамлюков, а также курдов. Его везират однако был недолгим: 23 марта 1169 года после слишком обильной трапезы, в результате ужасного приступа удушья, вызванного несварением желудка, Асад ад-Дин Ширкух умер за несколько секунд. Великим везиром после него был избран Салах ад-Дин.